# Im Moore (Hannover)
Die Straße Im Moore in der Nordstadt von Hannover ist eine Wohnstraße, die von der Straße Am Puttenser Felde bis zur Hahnenstraße führt. Der teilweise mit Vorgärten versehene Straßenzug am Rande des Welfengartens weist verschiedene denkmalgeschützte Gebäude aus dem 19. und 20. Jahrhundert auf.

## Geschichte
Der Flurname, nach dem die heutige Straße benannt wurde, war schon zur Zeit des Kurfürstentum Hannover im Jahr 1750 erwähnt. Um 1770 verlief hier ein Gartenweg für die sogenannten Gartenkosaken: Hier besaß die schon seit 1649 in Hannover nachweisbare Familie Brauns vor dem Steintor, im Steintorfeld ausgedehnten Landbesitz „im sogenannten Moore“. Im Gebiet des späteren Blumenviertels, begründete die Familie Brauns etwa ab 1790 oder um 1800 den zur Zeit des Königreichs Hannover größten Gartenbaubetrieb Norddeutschlands; die Kunst- und Handelsgärtnerei Gebrüder Brauns.
Der Architekt und Hase-Schüler sowie Bürgervorsteher des 13. und nach dem Klagesmarkt bezeichneten Klagesmarktdistrikts, Wilhelm Orgelmann baute sich 1881 – noch auf „freiem Felde“ – und in der späten Gründerzeit des Deutschen Kaiserreichs die dann von ihm selbst bewohnte und in den Backsteinformen noch im Stil der Neogotik errichtete großbürgerliche Villa unter der heutigen Adresse Im Moore 24, zugleich das älteste erhaltene Gebäude in dem Straßenzug.
Die Zentrale der ab 1892 so benannten Nebgen-Buden hatte ihren Sitz anfangs in der Straße Im Moore.
Anfang des 20. Jahrhunderts wohnte der Kaufmann Albert Wolff – der gemeinsam mit seinem Bruder Eduard Wolff Eigentümer des Kaufhauses Berliner Warenhaus Gebrüder Wolff an der Sandstraße Ecke Engelbosteler Damm war – im Hause Im Moore 9A.
Am 15. November 1911 verlegte die älteste Back- und Puddingpulverfabrik Deutschlands, Meine & Liebig, ihren Sitz in das Gebäude Im Moore 37a.
Zu den jüngeren – ebenfalls denkmalgeschützten – Gebäuden in der Straße im Moore zählt die gegenüber der Lutherkirche errichtete frühere „Städtische Mädchenschule“: Die heutige Anna-Siemsen-Schule wurde während der Weimarer Republik um das Jahr 1930 vom hannoverschen Stadtbauamt nach Entwürfen von Karl Elkart errichtet Bevor sich die Nordstädter eigene Badezimmer in den Wohnungen leisten konnten, waren ein Teil des Schulgebäudes auch als  „Nordstädter Badehaus“ bekannt für seine Wannen- und Duschbäder; für die Frauen im Erdgeschoss, für die Männer im ersten Stock.

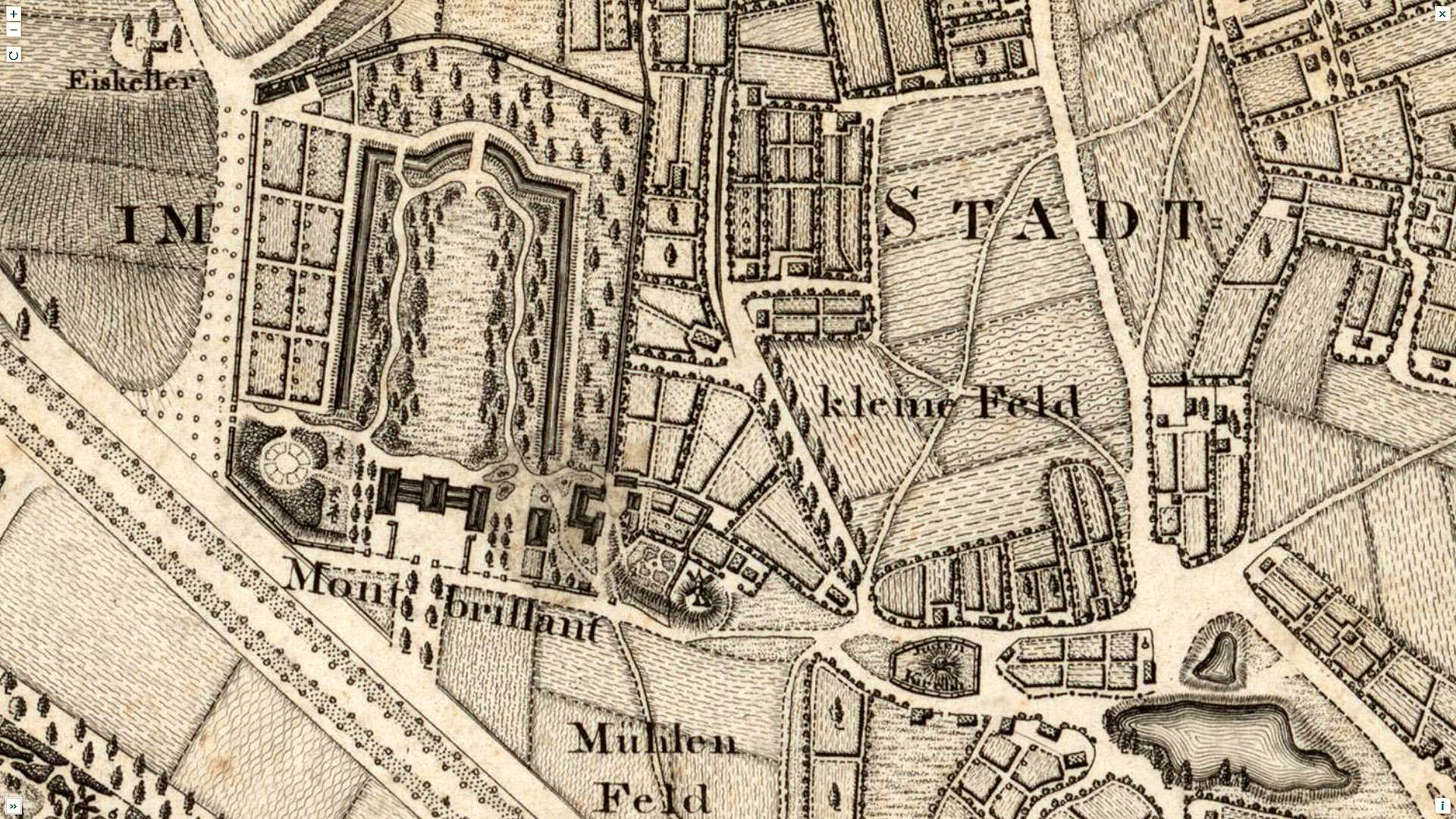
Das Gebiet nordöstlich von Schloss Montbrillant Anfang des 19. Jahrhunderts; Plan der Stadt Hannover und Umgebung (Auszug); Militäringenieure Pentz und Bennefeld, 1807
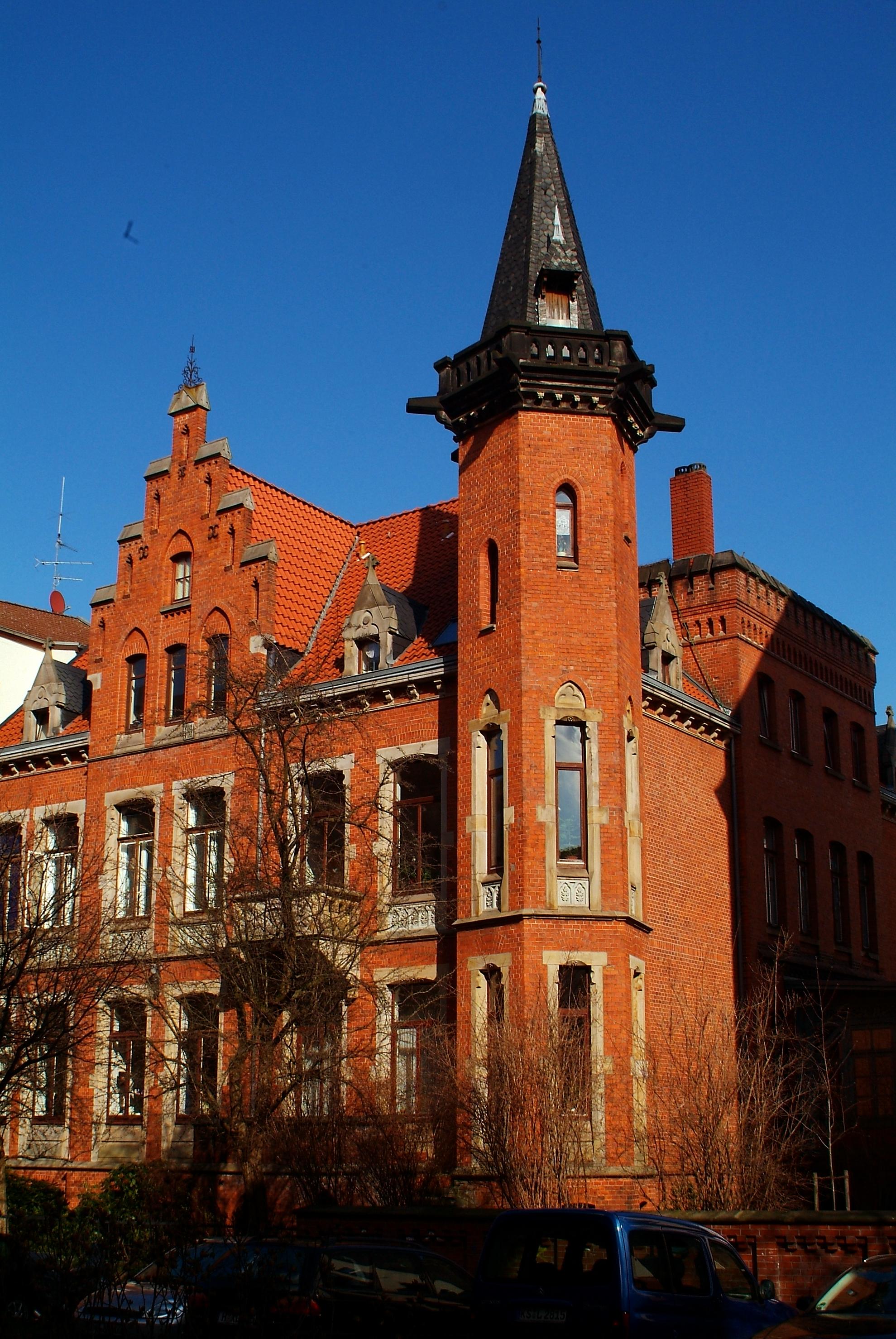
Die von dem Bürgervorsteher Wilhelm Orgelmann errichtete Villa Im Moore 24 ist heute das älteste erhaltene Gebäude in der Straße
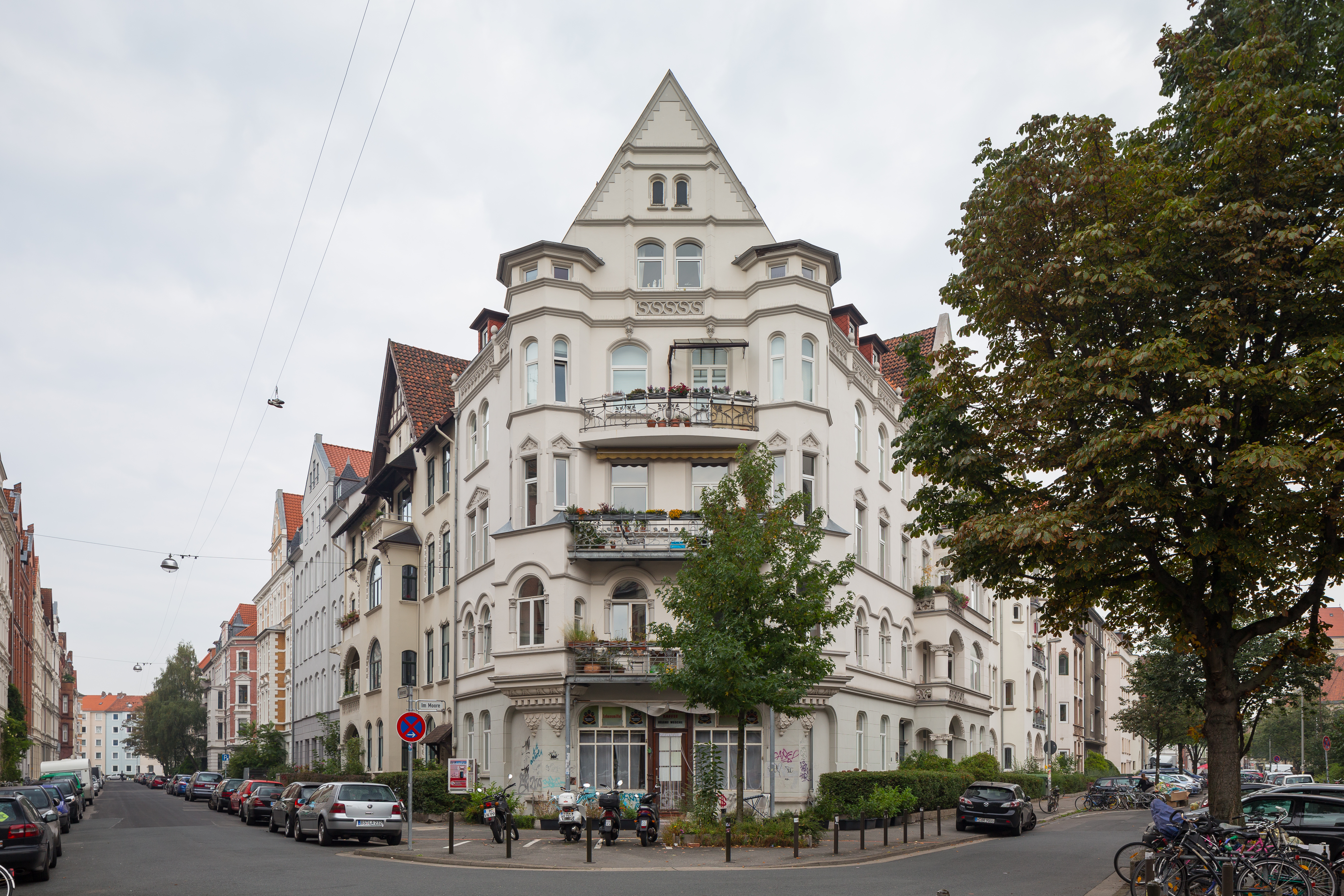
Gründerzeit-Eckdominante um 1900 mit ehemaligem Tante-Emma-Laden an der Ecke Asternstraße
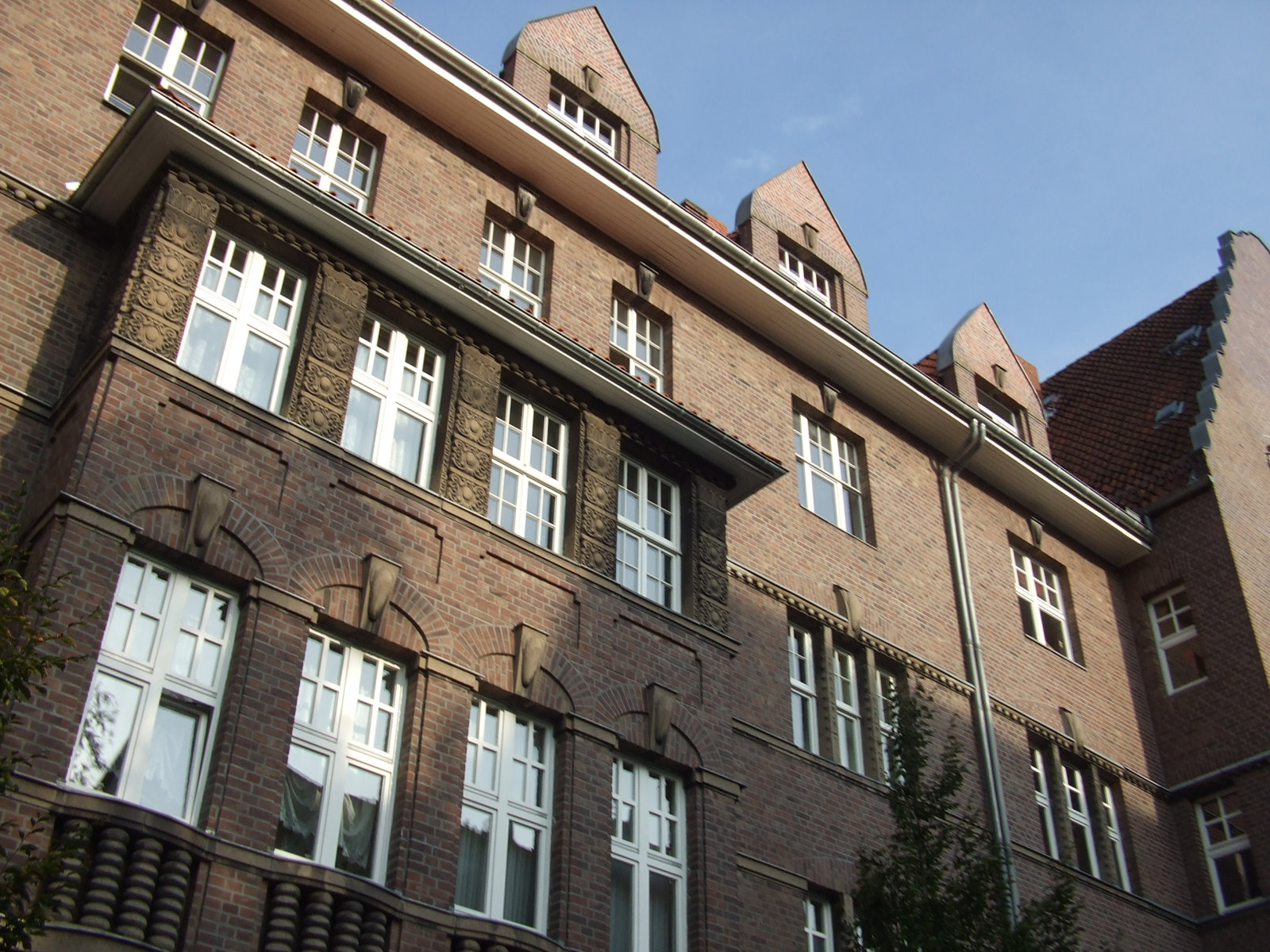
Der „Wohnpalast“ der 1920er Jahre: Im Moore 16 und 18;
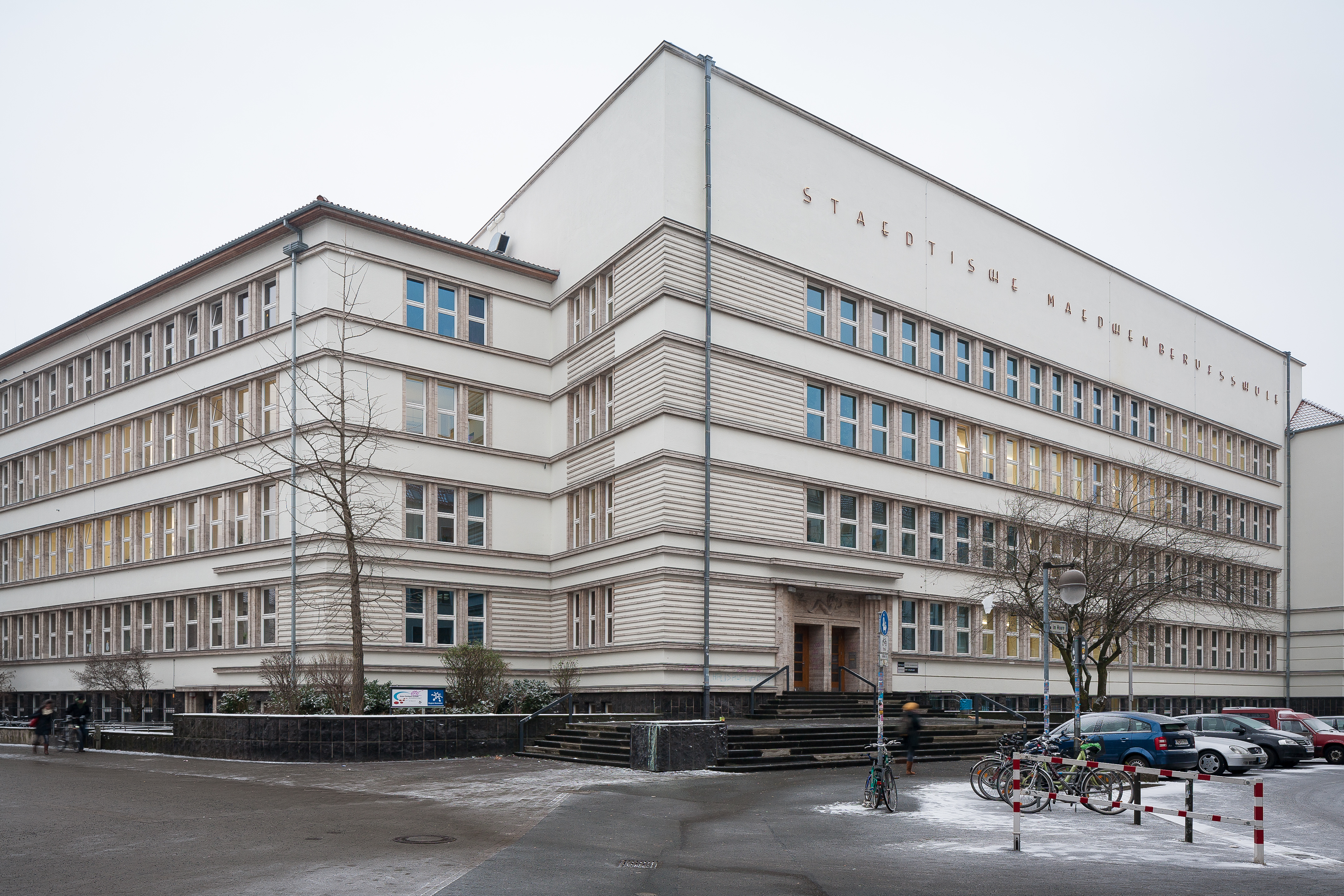
Die frühere Städtische Mädchenschule mit dem Nordstädter Badehaus, heute Anna-Siemsen-Schule gegenüber der Lutherkirche
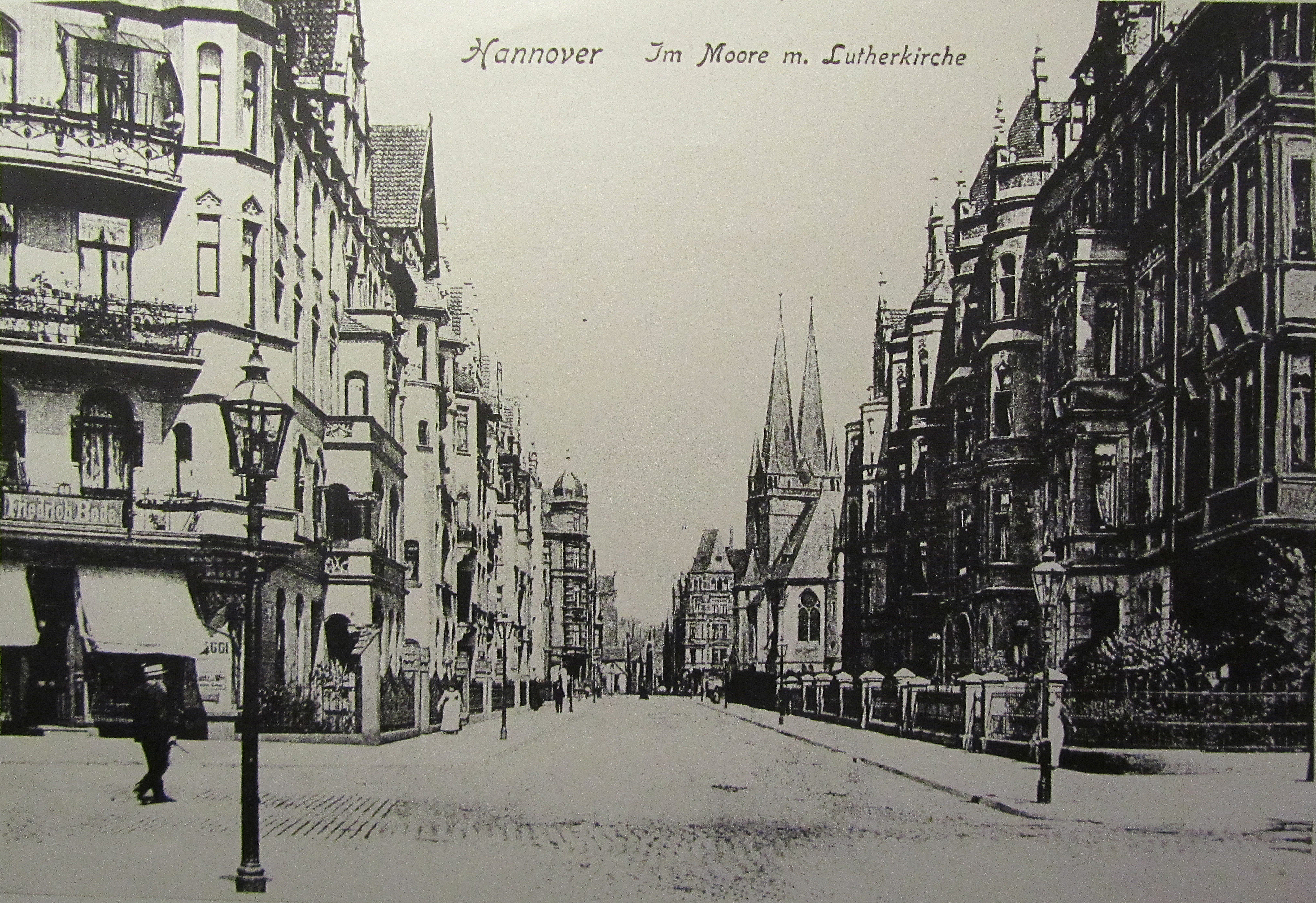
Blick durch die Straße Im Moore in Richtung Lutherkirche; Ansichtskarte um 1900